# Verbascum thessalum
Verbascum thessalum är en flenörtsväxtart som beskrevs av Heinrich Carl Haussknecht. Verbascum thessalum ingår i släktet kungsljus, och familjen flenörtsväxter. Inga underarter finns listade i Catalogue of Life.